# 熊の川温泉
熊の川温泉（くまのかわおんせん）は、佐賀県佐賀市富士町（旧国肥前国）にある温泉。

## 泉質
- 放射能泉
  - 源泉温度32.9℃、38.7℃の二本の源泉が存在
  - 湧出量はそれぞれ毎分60リットルと183リットル

## 温泉街
嘉瀬川沿いに温泉街が広がり、7軒の旅館が存在する。
共同浴場は2軒存在する。元旅館の「熊ノ川浴場」、市営浴場の「鵆の湯」が存在する。

## 歴史
開湯は821年である。開湯伝説によれば、弘法大師が水鳥を見て発見したとされる。
鍋島勝茂の湯治の記録も残る。
郭沫若も大正13年に訪問している。
1966年（昭和41年）7月22日、古湯温泉と共に国民保養温泉地に指定。
2019年（令和元年）5月10日、環境大臣により国民保養温泉地の指定が取り消された。

## アクセス
- 鉄道：長崎本線（JR九州）佐賀駅下車、駅前バスセンターより昭和バス「富士支所前」行きで約40分、「熊の川温泉前」下車。